# آدریان کنوپ
آدریان کنوپ (آلمانی: Adrian Knup؛ زادهٔ ۲ ژوئیهٔ ۱۹۶۸) بازیکن سابق و مربی فوتبال اهل سوئیس است.
از باشگاه‌هایی که در آن بازی کرده‌است می‌توان به باشگاه فوتبال گالاتاسرای، باشگاه فوتبال لوتسرن، باشگاه فوتبال بازل، باشگاه فوتبال کارلسروهه، و باشگاه فوتبال اشتوتگارت اشاره کرد.
وی همچنین در تیم ملی فوتبال سوئیس بازی کرده‌است.